# European Games Award
European Games Award – coroczna nagroda przyznawana przez niemiecką spółkę Aruba Events w dziedzinie gier komputerowych, w ramach targów gamescom w Kolonii. European Games Award przyznawane są europejskim grom komputerowym oraz ich twórcom w kilkunastu kategoriach, przy czym na rozdanie większość z nich mają wpływ internauci, na pozostałe zaś – jury.
Pierwsza, trwająca godzinę ceremonia przyznania European Games Award odbyła się w sierpniu 2010 roku. Nagroda dla najlepszej europejskiej gry komputerowej przypadła wówczas szwedzkiej Battlefield: Bad Company 2 studia Digital Illusions CE. Rok później rywalizację o wyróżnienie na podstawie głosów 75 tysięcy użytkowników wygrał Crysis 2 autorstwa niemieckiego studia Crytek.
Ceremonia przyznania nagród European Games Award w 2012 roku zakończyła się triumfem polskiej produkcji studia CD Projekt RED Wiedźmin 2: Zabójcy królów w Edycji Rozszerzonej. Kolejna edycja rozdania wyróżnień odbyła się po dwuletniej przerwie w 2014 roku, kończąc się zwycięstwem brytyjskiej gry Grand Theft Auto V studia Rockstar North.